# L'Étrange Madame X
L'Étrange Madame X és una pel·lícula dramàtica francesa de 1951 dirigida per Jean Grémillon. El guió va ser escrit per Marcelle Maurette, Pierre Laroche (diàleg) i Albert Valentin (adaptació). És protagonitzada per Michèle Morgan i Henri Vidal. Explica la història d'una criada que es casa amb un aristòcrata, després s'enamora d'un treballador i en queda embarassada.

## Sinopsi
Étienne es troba amb Irène en un estadi durant un esdeveniment esportiu. Un diumenge marxen al camp i s'enamoren. Treballa en un taller de fusteria, ella és la cambrera de la senyora Voisin-Larive, una burgesa, almenys així es va presentar al seu amant. En realitat, és l'esposa de Voisin-Larive, de la qual era la secretària privada. Ella va acceptar casar-se amb ell sense estimar-lo i el seu marit s'acomoda a aquest cast matrimoni.
Quan Irène queda embarassada del seu amant, el seu marit la manté allunyada mentre dona a llum el nen per evitar l'escàndol. Neix una nena, que Étienne confia al seu oncle i a la seva tieta. Pressionada per Étienne per casar-se amb ella, Irene finalment consent. Ella informa al seu marit del seu desig de divorciar-se. Intenta dissuadir-la però Irène no cedeix.
El nadó cau greument malalt. Corrent a casa de Voisin-Larive per avisar la Irene, la veu ballant a la sala de ball. La conversa que escolta entre dos convidats li diu que és l'esposa de Voisin-Larive. Està devastat per aquesta mentida. El nen mor. Després del funeral, Étienne finalment trenca amb Irene i marxa de la ciutat. La Irene torna amb el seu marit, desconsolada.

## Repartiment
- Michèle Morgan - Irene
- Henri Vidal - Etienne
- Maurice Escande - Jacques
- Arlette Thomas - Jeanette
- Louise Conte - Angèle
- Robert Vattier - Moissac
- Paul Barge - oncle Léon
- Roland Alexandre - Marcel